# Cantone di Alençon-2
Il Cantone di Alençon-2 è una divisione amministrativa dell'arrondissement di Alençon.
A seguito della riforma approvata con decreto del 25 febbraio 2014, che ha avuto attuazione dopo le elezioni dipartimentali del 2015, è passato da una frazione urbana a un comune e una frazione urbana.

## Composizione
Prima della riforma del 2014 comprendeva solo parte della città di Alençon.
Dal 2015 comprende parte della città di Alençon e il comune di Saint-Germain-du-Corbéis.